# Abraham Lincoln: Thợ săn ma cà rồng
Abraham Lincoln: Thợ săn ma cà rồng (tiếng Anh: Abraham Lincoln, Vampire Hunter) chủ đề siêu nhiên, dựa theo tiểu thuyết cùng tên của Seth Grahame-Smith xuất bản năm 2010, được đầu tư 69 triệu USD, dự kiến công chiếu giữa năm 2012. Phim của các nhà sản xuất Bekmambetov và Tim Burton, do Timur Bekmambetov đạo diễn, có sự tham gia của các ngôi sao Benjamin Walker và Mary Elizabeth Winstead...

## Nội dung
Sau khi thất bại trong việc giết Jack Barts-một con ma cà rồng, để trả thù cho người mẹ quá cố của mình.Abraham Lincoln đã được Henry Sturges cứu thoát.Henry nói rằng ma ca rồng thật sự tồn tại và đào tạo Lincoln trở thành một thợ săn ma cà rồng siêu đẳng, đổi lại Lincoln phải hứa rằng sẽ không vì mục đích trả thù cá nhân mà phải vì mọi người, hơn nữa anh sẽ không được phép có bạn bè và người thân.Lincoln đã chọn cho mình vũ khí duy nhất, cây rìu có phủ bạc và cán cây rìu có một nòng súng được gắn cò ở trong phần đầu cây rìu, thứ kim loại duy nhất có thể giết chết ma cà rồng.
Sau khi được đào tạo, Lincoln đến Springfield bang Illinois để săn tìm ma cà rồng và theo đuổi giấc mơ ngành luật của mình.Anh đã được Joshua Speed nhận làm nhân viên bán hàng tạp hóa.Ban ngày bận bịu với gian hàng tạp hóa, nhưng ban đêm Lincoln trở lại với thân phận thật của mình-thợ săn ma cà rồng.Dưới những cái tên và địa chỉ được viết trong cấc lá thư Henry gửi cho anh, Lincoln săn lùng nhưng con ma cà rồng trong thành phố, trả lại sự bình yên cho mọi người.Nhưng Lincoln đã phớt lờ lời hứa của mình với Henry, anh đã gặp Mary Todd, người sau này trở thành vị hôn phu của anh.Anh cũng gặp lại William Johnson, người bạn da màu nối khố từ nhỏ của anh.Lúc này Henry xuất hiện và đưa cho Lincoln cái tên mà Lincoln mong muốn nhất-Jack Barts cùng với món quà là chiếc đồng hồ quả quýt bằng bạc.
Sau khi giết được Jack Barts, anh biết được một điều bí mật mà anh không hề ngờ tới, Henry Sturges cũng chính là một con ma cà rồng.Lúc này Lincoln định giết Henry, nhưng Henry đã xin anh tha chết và kể cho anh nghe cậu chuyện nghiệt ngã của mình.Người vợ mà Henry yêu quý đã bị Adam-kẻ cầm đầu đám ma cà rồng phía Nam giết hại, đồng thời hắn cũng biến Henry trở thành ma cà rồng.Vì ma cà rồng không thể giết hại lẫn nhau nên Henry sẽ không thể làm gì được Adam.
Tiếng tăm của Lincoln đã đến tai Adam, hắn sai thuộc hạ bắt cóc Will với mục đích dụ Lincoln xuống phía nam để giết hại.Anh đã kể cho Speed nghe toàn bộ mọi chuyện và Speed quyết định tham gia cùng anh trong chuyến đi mạo hiểm này.Đến dinh thự của Adam, Lincoln và Speed phát hiện ra rằng những người nô lẹ da đen ở phía nam chính là nguồn thức ăn của bọn Ma cà rồng.Lincoln lao vào giết chết từng tên thuộc hạ của Adam có trong bữa tiệc, nhưng đã bị Vadoma, em gái của Adam chặn lại, bằng sự mưu trí của Speed, cả ba người thoát khỏi dinh thự của Adam.
Lincoln quyết định dấn thân vào con đường chính trị, bất chấp sự ngăn cản của Henry.Henry nói rằng những phải hy sinh những người nô lệ ở phía nam để tránh việc bọn ma cà rồng tấn công những người khác trên toàn đất nước.Nhưng Lincoln muốn chế độ nô lệ phải được xóa bỏ, đem lại tự do cho mọi người.Điều này khiến hai người bất đồng quan điểm và quyết định đường ai nấy đi.Kể từ đó Lincoln quyết định "gác kiếm" để theo đuổi sự nghiệp chính trị của mình.
Năm 1860,Lincoln trở thành vị tổng thống thứ 16 của Hoa Kỳ, cùng với đó là cuộc Nội chiến nước Mỹ.Theo Lincoln, cách tốt nhất để tiêu diệt lũ ma cà rồng ở phía Nam là phải cắt đứt nguồn thức ăn của chúng-những người nô lệ.Ông quyết định bãi bỏ chế độ nô lệ với hy vọng họ, những con người tự do sẽ cùng nhau chống lại lũ ma cà rồng...Cuộc nội chiến thực ra đã được giật giây bởi Adam, hắn muốn thủ tiêu nước Mỹ và xây dựng một đế chế cho riêng chúng.Lúc này Speed và Will đã trở thành những cố vấn, cộng sự đắc lực bên cạnh Lincoln.Marry Todd đã trở thành vợ của Lincoln, hai người đã có đứa con nhỏ tên Willy.Vadoma đã đột nhập vào Nhà Trắng và giết chết cậu con trai của Lincoln, nhằm uy hiếp ông.Đau xót trước việc không thể bảo vệ gia đình mình, Lincoln đành đau đớn nhìn đứa con của mình chết dần chết mòn vì vết thương do ma cà rồng cắn.Lúc này Henry quay trở lại, ngỏ ý muốn "hồi sinh" Willy.Nhưng Lincoln đã từ chối lời đề nghị đó.Adam đã đồng ý cho quân miền Nam sử dụng người của hắn để tham gia chiến đấu, cuối cùng lực lượng quân đội miền Bắc thất bại thảm hại trên chiến trường.Trước tình thế ngàn cân treo sợi tóc đó, Lincoln lấy cây rìu bạc ra khỏi hòm quyết định "tái xuất giang hồ" và nghĩ ra việc dùng bạc để làm vũ khí chống lại ma cà rồng.Ông ra lệnh thu thập toàn bộ đồ bạc trên khắp miền bắc, nấu chảy chúng ra làm vũ khí, chuyển vào miền Nam chi viện cho chiến trường bằng tàu hỏa.
Để đảm bảo an toàn cho số vũ khí trên tàu.Lincoln, Speed, Will quyết định tự mình tham gia quá trình vận chuyển.Speed đã mật báo cho Adam kế hoạch này và hắn quyết định dẫn quân đi phá hoại cuộc vận chuyển.Trong lúc đó Marry Tood và những người da đen cũng bí mật di tản theo lệnh của Lincoln.Bị Vadoma bắt gặp, Marry suýt lộ thân phận, nhưng thật may Adam sợ trễ mất chuyến tàu nên đã đưa quân bỏ đi trước khi Vadoma kịp kéo khăn che mặt của Marry xuống.Và cuộc di tản đã diễn ra trót lọt.
Cùng lúc này trên chuyến tàu, Lincoln và hai người bạn đã chiến đấu hết sức dũng cảm chống lại sự phá hoại của lũ ma cà rồng.Will lúc này bị Adam ném ra khỏi tàu nhưng Lincoln đã kịp thời giữ Will lại, và cây rìu đã bị Adam bẻ gãy, hắn định ra cắn cổ Lincoln nhưng Henry đã kịp thời xuất hiện cứu Lincoln.Vadoma đã đốt cây cầu mà đoàn tàu sắp đi qua, Adam và Henry đánh nhau một hồi lâu và hai người đã phát hiện ra thực chất con tàu không hề chở vũ khí, và màn kịch Speed phản bội Lincoln chỉ là cái bẫy kéo Adam vào bẫy. Thực chất vũ khí đã được Marry và những người dân trong cuộc tị nạn vận chuyển đến chiến trường.Điên tiết vì mình đã bị lừa, Adam đã giết Speed.Cùng lúc này con tàu đi qua cây cầu cháy và có nguy cơ rơi xuống vực, Henry đã dùng sức mạnh của mình kéo con tàu đủ thời gian cho Will và Lincoln nhảy qua, Adam đuổi theo kịp và đã bị Lincoln đấm một cú vào bụng với chiếc đồng hồ bạc, kết liễu Adam.
Chiến tranh đã kết thúc và Hoa Kỳ đã hoàn toàn được thống nhất.2 năm sau, ngày 14/7/1865,buổi tối trước khi Lincoln bị ám sát bởi John Wilkes Booth trong nhà hát opera.Henry ngỏ ý muốn làm Lincoln trở thành bất tử, để hai người cùng nhau sát cánh chống lại cái ác, nhưng Lincoln lại một lần nữa từ chối.
Cảnh cuối phim, trong một quán Bar ở thế kỷ 21,Henry đã gặp một người đàn ông và tình huống giống như lần đầu tiên Henry gặp Lincoln.

## Diễn viên
- Benjamin Walker as Abraham Lincoln, the Tổng thống thứ 16 của Mỹ.[3]
- Mary Elizabeth Winstead as Mary Todd Lincoln, vợ Lincoln.[4]
- Rufus Sewell as Adam, the lead vampire villain.[5]
- Jimmi Simpson as Josh Speed, Lincoln's friend and assistant.[6]
- Dominic Cooper as Henry Sturges, Lincoln's mentor in vampire hunting. Before Cooper, Joaquin Phoenix was in talks for the role.[7]
- Anthony Mackie as William Johnson, Lincoln's valet and friend.[8]
- Robin McLeavy as Nancy Lincoln, Lincoln's mother.[9]
- Alan Tudyk as Stephen A. Douglas, an American politician from Illinois.[9]